# Liste der Träger des Verdienstordens des Landes Rheinland-Pfalz/1994
Im Jahr 1994 wurden folgende Personen mit dem Verdienstorden des Landes Rheinland-Pfalz geehrt:
| Ordensträger          | Lebensdaten | Wohnort              | Wirken                                                                       |
| --------------------- | ----------- | -------------------- | ---------------------------------------------------------------------------- |
| Paul Arend            |             | Trier                |                                                                              |
| Heinz Bach            | 1923–2013   | Mainz                | Pädagoge                                                                     |
| Kurt Bangerth         |             | Billigheim-Ingenheim |                                                                              |
| Oskar Böhm            | 1916–2001   | Kandel               | Politiker (SPD)                                                              |
| Hermann Dexheimer     |             | Mainz                |                                                                              |
| Franz Eichenauer      |             | Bad Kreuznach        |                                                                              |
| Paul Eisenkopf        |             | Vallendar            |                                                                              |
| Günther Fleckenstein  | 1924–2020   | Unterpfaffenhofen    | Theaterregisseur, Dramaturg und Theaterintendant                             |
| Anton Gundlach        |             | Bingen am Rhein      |                                                                              |
| Karl Hammer           |             | Wackernheim          |                                                                              |
| Franz-Josef Heyen     |             | Koblenz              |                                                                              |
| Willibald Hilf        |             | Baden-Baden          |                                                                              |
| Marie Elisabeth Klee  |             | Bonn                 |                                                                              |
| Georg Köhler          |             | Alzey                |                                                                              |
| Lucie Kölsch          | 1919–1997   | Worms                | Politikerin (SPD)                                                            |
| Alfred Kohl           |             | Pirmasens            |                                                                              |
| Norbert Kohler        |             | Trier                |                                                                              |
| Karl Konrath          |             | Mainz                |                                                                              |
| Hermann Krämer        |             | Frankfurt am Main    |                                                                              |
| Anneliese Lanz        |             | Mayen                |                                                                              |
| Clemens Lessing       |             | Lahnstein            |                                                                              |
| Lilo Neumann          |             | Kaiserslautern       |                                                                              |
| Reinhold Rörig        |             | Mainz                |                                                                              |
| Siegfried Salten      | 1928–2005   | Limburgerhof         | Dirigent                                                                     |
| Maria Scherlenzky     |             | Mainz                |                                                                              |
| Fritz Schlossareck    | 1929–2019   | Mutterstadt          | Journalist, Chefredakteur der Rheinpfalz                                     |
| Karl-Heinz Schriefers |             | Koblenz              |                                                                              |
| Kurt Schwaderlapp     |             | Ransbach-Baumbach    |                                                                              |
| Adolf Stauffer        | * 1939      | Winnweiler           | Funktionär des Naturschutzbund Deutschland                                   |
| Dieter Stolte         | 1934–2023   | Mainz                | Journalist und Intendant des öffentlich-rechtlichen Rundfunks in Deutschland |
| Adolf Walla           |             | Burgsponheim         |                                                                              |
| Otto Zwetsch          |             | Bitburg              |                                                                              |